# San Nicola Manfredi
San Nicola Manfredi è un comune italiano di 3 483 abitanti della provincia di Benevento in Campania.

## Geografia fisica
Il territorio comunale, confinante con la provincia di Avellino, è interamente compreso tra i fiumi Sabato e Calore Irpino.

## Storia[4]
Origini e Sviluppo del Centro Urbano
La storia del paese inizia in epoca antica, come testimoniato dal ritrovamento di numerosi reperti archeologici nella zona di Santa Maria Ingrisone, tra cui due statuette in bronzo raffiguranti Ercole. L'attuale capoluogo comunale, invece, ha origini più recenti, risalenti all'alto Medioevo. Inizialmente fu edificato in pianura, nei pressi della chiesa di San Nicola, ma venne poi trasferito su una collina, protetto dalle mura di un castello baronale.
Storia Feudale e Passaggio di Proprietà
Nel Duecento, il paese divenne un "casale" (un piccolo centro abitato) di Montefusco e ospitò il re Manfredi e le sue truppe. Proprio in riferimento a questo evento si riallaccia la seconda parte del toponimo del paese. Nel corso dei secoli, la proprietà passò di mano più volte:
Prima metà del Trecento: era dei Cantelmi.
Successivamente passò ai Castiglione.
Nel 1467: fu acquisito dalla famiglia Grifo.
Nel 1540: venne venduto ai Carafa, che lo cedettero ai D'Aquino.
Nel 1570: Laudonia D'Aquino lo trasmise al figlio Elogio della Marra.
Cinque anni dopo, nel 1575, Elogio lo vendette a Federico e Leonardo dei Sozi.
Luoghi di Interesse e Monumenti
Il patrimonio architettonico del paese include diversi edifici di rilevanza storica e religiosa:
Il santuario di San Nicola è il principale edificio di culto, dove si possono ammirare una statua del Santo e un altare, entrambi realizzati nel Settecento.
Altre chiese importanti sono la moderna chiesa di Santa Caterina e quella di Santa Maria delle Granatelle.
Il palazzo Sozi-Carafa, risalente al Quattrocento, è una struttura notevole che un tempo ospitava saloni, giardini e persino un carcere.

### Simboli
Lo stemma comunale e il gonfalone sono stati concessi con il decreto n. 3727 del presidente della Repubblica del 6 agosto 1988.

## Società

### Evoluzione demografica
Abitanti censiti

## Amministrazione

### Gemellaggi
- Ferrara, dal 2003